# Ligue communiste d'Amérique

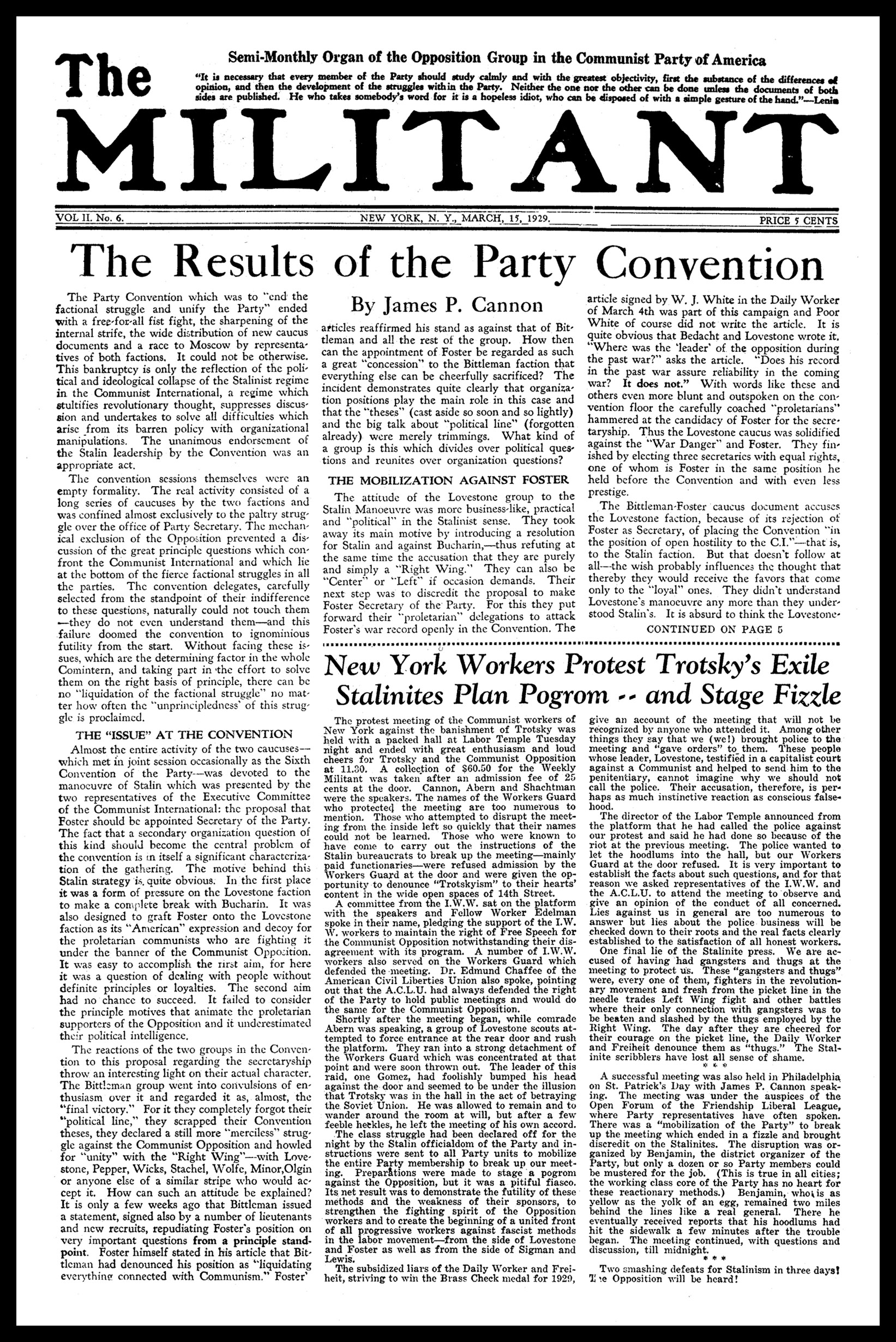
The Militant, édité par James P. Cannon, Martin, Abern et Max Shachtman, a été l'organe officiel de la Ligue communiste d'Amérique pendant ses six années d'existence.

La Ligue communiste d'Amérique (Opposition de gauche) (Communist League of America (Left Opposition), CLA-LO) est un parti trotskyste fondé en 1928 par James P. Cannon, Max Shachtman et Martin Abern après leur expulsion du Parti communiste USA (CPUSA). Dix ans plus tard, la plupart de ses membres créèrent le Parti socialiste des travailleurs (Socialist Workers Party).

## Création
Section américaine de l'Opposition de gauche, la faction de Trotsky, la CLA-LO se concevait à l'origine non pas comme une rivale du Parti communiste, mais comme une faction de celui-ci (malgré l'exclusion). Elle publiera The Militant dès sa création, et deviendra rapidement connue comme Ligue communiste d'Amérique. Présents en particulier à New York et à Minneapolis, la CLA ne dépassait pas la centaine de membres l'année du krach de Wall Street. 
Avec l'intensification de la stalinisation, Trotsky décida de créer la Quatrième Internationale en tant que substitut du Komintern, les trotskystes américains suivant cette nouvelle ligne. Avec l'appui du Teamster Farrell Dobbs, ils eurent un rôle moteur dans la grève des Teamsters de Minneapolis en 1934 (en), qui permit d'agrandir le syndicat des Teamsters (« camionneurs »).

## Fusion dans le Parti socialiste et exclusion
En 1934, la CLA, qui comptait alors environ 200 membres, fusionna avec l'American Workers Party (en) d'A.J. Muste pour créer le Workers Party of the United States (en). Avec la montée des fascismes et la stratégie de Front uni lancée par Trotsky, l'année 1935 vit le nouveau parti débattre de la stratégie d'entrisme déployée en France par la Ligue communiste, qui avait adhéré à la SFIO en tant que tendance organisée avant de se faire exclure au Congrès de Mulhouse de juin 1935. Finalement, en 1936, le Workers Party, mené par Jim Cannon, Max Shachtman et James Burnham négocia une fusion dans le Parti socialiste d'Amérique (SPA) créé en 1901, sur la base d'une adhésion individuelle des 2 000 membres du Workers Party . Une minorité menée par Hugo Oehler refusa cet « entrisme à drapeaux déployés » et scissionna, tandis que The New Militant publiait le 6 juin 1936 son dernier numéro, avec un article intitulé "Workers Party Calls All Revolutionary Workers to Join Socialist Party" .
Au sein du Parti socialiste, la CLA continuait à exister en tant que tendance indépendante, publiant le Socialist Appeal, tendance de gauche du Parti. 93 délégués de la CLA se réunirent le 20-22 février 1937 à Chicago pour préparer un Congrès « secret » du Parti socialiste prévu pour mars, s'organisant alors explicitement en tant que faction et élisant un Comité national d'action composé de cinq membres. Deux délégués de la tendance centriste (Clarity) du Parti socialiste étaient présents à la réunion. James Burnham critiqua alors vigoureusement les positions de l'Internationale ouvrière socialiste, héritière de la Seconde Internationale dont était membre le Parti socialiste. En mars, la Convention du Parti socialiste décida la suppression des organes de presse dirigés par des tendances au profit d'un organe national. 
Devant les succès des trotskystes à recruter des membres pour l'organisation de jeunesse du Parti socialiste, la Young People's Socialist League (en) (YPSL), le leader socialiste Norman Thomas fit exclure la CLA en 1937. Le motif officiel de la rupture fut un désaccord concernant l'Espagne. Fin juin 1937, le Comité d'action national de la tendance trotskyste Appeal décida la re-publication de leur organe de presse, critiquant au passage férocement le candidat républicain à la mairie de New York, Fiorello La Guardia, soutenu par nombre de socialistes. Cette décision précipita l'exclusion des trotskystes du Parti socialiste. En octobre 1937, le Socialist Appeal accusa le Comité national du Parti socialiste d'avoir trahi les socialistes en retirant leur candidat à la mairie de New York au profit de La Guardia. 
La stratégie d'entrisme fut toutefois un succès partiel, puisque la CLA embarqua avec elle la plupart des membres de l'organisation de jeunesse (YPSL). Selon Constance Myers, l'exclusion s'explique aussi d'une part par la volonté de Jack Altman (de la tendance centriste Clarity) d'écarter les trotskystes, d'autre part par la décision de Trotsky lui-même de rompre avec l'entrisme et la stratégie du front uni, quelques mois à peine après le déclenchement de la guerre d'Espagne et les procès de Moscou (dès novembre 1935, Trotsky avait récusé pour le mouvement socialiste français la stratégie du front uni, appelant à la constitution de comités d'action révolutionnaire). 
Le 31 décembre 1937-1er janvier 1938, ils organisèrent une convention à Chicago afin de lancer le successeur de la Ligue communiste, le Parti socialiste des travailleurs (SWP). Max Shachtman annonça alors la faillite de « l'impérialisme américain » en cas de guerre et l'intensification des luttes afin de créer un « État ouvrier ». La Quatrième Internationale fut officiellement lancée peu de temps après.

## Sources originales
- (en) Cet article est partiellement ou en totalité issu de l’article de Wikipédia en anglais intitulé « Communist League of America » (voir la liste des auteurs).

- (en) Cet article est partiellement ou en totalité issu de l’article de Wikipédia en anglais intitulé « Socialist Workers Party (United States) » (voir la liste des auteurs).